# ASKAP J1935+2148
ASKAP J1935+2148 или ASKAP J193505.1+214841.0 — кандидат в нейтронные звезды/магнетары, расположенный в созвездии Лисички, примерно в 15 800 световых годах от нас. С периодом вращения 53,8 минут, является одним из самых медленно вращающихся кандидатов в нейтронные звезды из когда-либо обнаруженных. Предположительно этот объект представляет собой белый карлик с необычно сильным магнитным полем, либо является нейтронной звездой с излучением с её полюсов, которые испытывают необычно медленное прецессионное вращение.